# Pouzols
Pouzols település Franciaországban, Hérault megyében. Lakosainak száma 956 fő (2022. január 1.). Pouzols Canet, Gignac, Popian, Le Pouget és Saint-André-de-Sangonis községekkel határos.

## Népesség
A település népességének változása:
| Lakosok száma | 413  | 368  | 436  | 788  | 875  | 937  | 967  | 959  | 958  | 956  |
|               | 1968 | 1982 | 1990 | 2006 | 2013 | 2015 | 2017 | 2019 | 2020 | 2022 |